# Commissario del governo (Belgio)
In Belgio, il commissario del governo di solito designa un rappresentante in alcune istituzioni pubbliche o semi-pubbliche, come la Banca nazionale del Belgio, l'Istituto nazionale per l'assicurazione di invalidità e di malattia o le province. Può essere un rappresentante del governo federale, nel caso di grandi istituzioni pubbliche che gestiscono poteri federali, o entità federate, nel caso di un'istituzione che gestisce uno di questi poteri.
Può anche essere un delegato speciale del governo nella realizzazione di una missione specifica o puntuale, come un commissario del governo per la semplificazione delle procedure fiscali, aggiunto al Ministro delle finanze o di un commissario per risolvere la crisi del diossina.
Un commissario governativo può anche essere un rappresentante governativo designato per eseguire un incarico temporaneo a un'autorità subordinata. Questo è spesso un rappresentante del governo regionale, in quanto è solitamente competente nelle questioni del governo locale.
In tal modo, nella Regione vallona, se nessuna maggioranza emerge a seguito delle elezioni municipali, può essere nominato un commissario governativo che avrà la funzione di dispacciare gli affari di routine. Inoltre, un commissario speciale può essere nominato quando il governo ha motivo di ritenere che siano state commesse gravi irregolarità o che le autorità municipali siano inadempienti nell'attuare un requisito legale, nel qual caso il commissario governativo avrà una missione specifica per esecuzione, come nel caso dello sportello di Schaerbeek.